# Vulpia litardiereana
Vulpia litardiereana là một loài thực vật có hoa trong họ Hòa thảo. Loài này được (Maire) A.Camus miêu tả khoa học đầu tiên năm 1934.